# Eutreta rhinophora
Eutreta rhinophora är en tvåvingeart som beskrevs av Erich Martin Hering 1937. Eutreta rhinophora ingår i släktet Eutreta och familjen borrflugor. Inga underarter finns listade i Catalogue of Life.